# Manes Kadow
Manes Kadow, eigentlich Hermann Kadow (* 1905 in Beuel; † 1960 in Bonn; Pseudonyme Peter Bevelius, May Okay) war ein deutscher Journalist und Bühnenautor.

## Leben und Tätigkeit
Kadow kam aus der katholischen Jugendbewegung. Für diese verfasste er seit den späten 1920er-Jahren tragikomische Bühnenspiele, beispielsweise das Werk Vom Teufel inszeniert, das erstmals 1931 erschien. 1946 brachte er es dem Spiegel zufolge durch die Einbeziehung von Atombomben und Bakteriengeschossen auf den neuesten Stand des menschlichen Fortschritts.
Nach dem Zweiten Weltkrieg wurde Kadow Schriftleiter beim Rheinischen Merkur und Manager des Südwestfunks. Außerdem schrieb er für die Frankfurter Rundschau.

## Schriften
- Sankt Nikolaus du die Räuber. Eine Rüpelspiel für Menschen und Puppen. Bühnenvolksbundverlag, Berlin 1928. (Neuauflage 1946)
- Futurrummel. Eine topisch-technische Groteske. Bühnenvolksbundverlag, Berlin 1930. (Neuauflage 1947)
- Pontius Pilatus, Prokurator. Bühnenvolksbundverlag, Berlin 1932. (Neuauflagen 1947 und 1951)
- Das Kabarett des Teufels. Bühnenvolksbundverlag, Berlin 1932. (Neuauflage 1946 und 1953)
- Um das deutsche Volkstheater. Bonn 1946.
- Das Gespenst auf der Nachtredaktion. Buchner, München 1946.
- Rund um Oberammergau. Stuttgart-Rohr 1947.
- Der Heilige und die Maschine. Bonn 1947
- Das Brückenmännchen spricht. Bonn 1947.
- Gebetbuch für Städtebewohner. Düsseldorf 1951.
- Der ungläubige Thomas. Deutscher Laienspiel-Verlag, Rotenburg a. d. Fulda 1952.